# Antonio Stoppani
Pour les articles homonymes, voir Stoppani.
Antonio Stoppani, né à Lecco le 15 août 1824 et mort le 1er janvier 1891 à Milan, était un prêtre catholique italien, un géologue et paléontologue.

## Biographie
Stoppani devint professeur de géologie à l'Institut  Technique  Royal de Milan. Il se fit reconnaitre pour ses travaux sur les formations du Trias et du Lias en Italie du Nord.
L'abbé Stoppani fut un vulgarisateur scientifique de première importance en Italie. son œuvre la plus populaire, Le beau pays (1876), présente - au moyen de 32 conversations au "coin du feu" didactique - les idées et les concepts des sciences, en utilisant un langage compréhensible par l'Italien moyen du XIXe siècle, et accordant une place particulière à la géologie et aux paysages italiens.
Il fut le grand-oncle de Maria Montessori.

### Ère anthropozoïque
En 1873, Stoppani, très en avance sur son temps, reconnut la puissance et l'impact croissants de l'humanité sur le système Terre et faisant référence à une nouvelle ère géologique, 'l'ère anthropozoïque'. Cette proposition fut ignorée et considérée comme non scientifique à cette époque, jusqu'à ce qu'elle soit reprise dans les années 1990 par Paul Crutzen quand il popularisa le concept d'une nouvelle époque : L’Anthropocène.

## Ouvrages
- Paléontologie Lombarde (1858-1881) ;
- Les pétrifications d'Esino (1858-1860) ;
- Géologie et paléontologie des conches a Avicula Contorta en Lombardie (1860-1865) ;
- Cours de géologie (3 volumes, 1871-1873) ;
- L’Ère Neozoïque (1881). dans cet ouvrage, l'abbé Stoppani décrit la glaciation des Alpes italiennes et l'histoire de l'Italie pendant le Pléistocène.